# OPPO Find X2
OPPO Find X2系列是由OPPO公司设计，开发及销售的智能手机。Find X2和Find X2 Pro两款都是继Find X之后，Find系列的第七代产品。由于受新型冠狀病毒疫情的影响，OPPO在北京时间2020年3月6日以线上发布会的形式发布这两款新机。

## 规格

### 设计
本次Find X2共有三款颜色可选，分别对应三种不同的材质（夜海|陶瓷）、（ 碧波|玻璃）（茶橘|素皮）而Find X2 Pro共有两种颜色可选，分别对应两种不同的材质（缎黑|陶瓷）、（茶橘|素皮）。总体的设计风格没有沿袭同前代Findx一样的圆润四曲面设计,整体设计语言同Reno3pro相似，同样方正硬朗的机身，也采用了相似的挖孔曲面屏外观。

### 硬件配置
此次两款机型均搭载了高通骁龙865移动平台，和UFS3.0闪存，并外置了X55基带实现对5G的支持。两款机型在硬件层面上主要的差异在于标准版支持的网络频段与Pro版本相比较少，同时Pro版本内置了一颗大尺寸X轴线性马达，而标准版搭载的是Z轴线性马达，在运存上，标准版采用的是LPDDR4X，而Pro版本则配备了LPDDR5。在防尘防水性能上，标准版是IP54的防尘防水等级，而Pro版本则是IP68级别的防尘防水。

### 屏幕
Find X2系列全系列配备的是一块OPPO官方称之为“超感屏”三星的AMOLED屏幕，分辨率达3168*1440（QHD）ppi则达到了513，在保证显示内容细腻的同时，它还拥有120hz的刷新率和240hz的触控采样率，进一步提升了流畅的感知。并拥有10bit色深和100%的DCI-P3广色域，对比度达到了5000000：1。也通过了DisplayMate的A+认证、德国莱茵TÜV
全局护眼认证和HDR10+认证。此外，为了让这块“超感屏”更有效的发挥出它的作用，OPPO 首次推出 O1 超感画质引擎，搭载独立显示优化芯片，让普通帧率的视频也可以通过插帧合成达到更高帧率的视觉效果，同时也支持将SDR影片转化为HDR影片。

### 摄像头
Find X2 此次搭载4800万主摄像头(IMX586)+1200万像素超广角摄像头(IMX708)+1300万像素长焦摄像头
而Find X2 Pro更搭载了4800万像素主摄像头(IMX689)+4800万像素超广角摄像头(IMX586)+1300万像素 潜望式长焦摄像头
两者均支持超清夜景 3.0，120° 超广角，3cm 微距，超级防抖Pro，而Pro版本更支持双OIS，全像素全向对焦，双原生 ISO，最高 12 bit 超精图像采集，超清夜景 3.0，Live HDR 视频拍摄，5倍光学变焦，60 倍数码变焦，在视频拍摄方面两者均支持最高4k60的视频拍摄。

### 软件
两者出厂均搭载基于Android 10的ColorOS 7.1系统，支持多功能NFC模拟公交卡等多种功能。

## 售价
售价方面（以下均为人民币价格），Find X2 售价为5499（8+128）、5999（8+256）而Find X2 Pro售价为6999（12+256）